# Willem Anne Assueer Jacob Schimmelpenninck van der Oye
Willem Anne Assueer Jacob baron Schimmelpenninck van der Oye (Voorst, 18 september 1834 – aldaar, 31 augustus 1889) was een Nederlands politicus.
Hij was de zoon van de conservatieve minister en Gelderse Gouverneur Willem Anne Schimmelpenninck van der Oye. Hij was advocaat en ambtenaar op Buitenlandse Zaken. In de Eerste Kamer was hij een veelzijdig conservatief Kamerlid, dat zichzelf later overigens tot de antirevolutionairen rekende. Na de dood van zijn vader werd hij landheer op kasteel De Poll. Schimmelpenninck van der Oye was anderhalf jaar Eerste Kamervoorzitter.
Van 8 december 1888 tot 31 augustus 1889 was hij lid van de Raad van Voogdij over prinses Wilhelmina.
- Biografisch Portaal: 09732672
- International Standard Name Identifier: 0000 0003 9416 8789
- Nederlandse Thesaurus van Auteursnamen: 128896353
- Parlement.com: vg09ll7kqrzh
- Virtual International Authority File: 3063157828016254550004